# Oddaljena stran Lune
Oddaljena stran Lune je polobla Lune, ki vedno gleda stran od Zemlje zaradi pojava sočasnega vrtenja obeh nebesnih teles. Včasih ji pravijo temna stran Lune, kar pa je netočno poimenovanje – vsak del Lune je izmenično dva tedna osvetljen in dva tedna v temi, tako da bi lahko pridevnik »temna« pomenil kvečjemu »neznana«, saj je z Zemlje ne moremo opazovati. V primerjavi z bližnjo stranjo je površje tam bolj grobo, z množico udarnih kraterjev in razmeroma malo ravnih, temnejših lunarnih morij, s čimer je podobno površju Merkurja ali Jupitrove lune Kalisto. Med kraterji izstopa kotanja južni pol–Aitken, ki je največja znana tovrstna struktura v Osončju.
Približno 18 odstotkov oddaljene strani ob robovih je občasno vidnih z Zemlje zaradi libracije, preostalih 82 odstotkov pa je človek prvič ugledal šele leta 1959, ko je ta del fotografirala sovjetska sonda Luna 3. Sovjetska akademija znanosti je leta 1960 izdala prvi atlas poloble. Prvi ljudje, ki so neposredno videli oddaljeno stran Lune, so bili astronavti odprave Apollo 8, ki je leta 1968 obkrožila Luno. Še dolgo časa so bili vsi mehki pristanki na Luni, tako s posadko kot brez, izvedeni na bližnji strani, leta 2019 pa je na oddaljeni strani pristala kitajska sonda Chang'e 4. 3. maja 2024 je nato sonda Chang'e 6 prva pobrala vzorce tal s te strani.
Raziskovanje oddaljene strani je torej še na začetni stopnji, kot možnost uporabe v prihodnosti pa navajajo med drugim postavitev velikega radijskega teleskopa, kjer bi napravo Luna ščitila pred interferenco z Zemlje.